# 李鎬 (乾隆進士)
李镐（？—1753年），字卜京，号坦斋，福建歸化縣人，清朝政治人物、進士出身。

## 生平
乾隆二年（1737年），登進士，乾隆十六年（1751年），任福建泉州府教授。革除陋例，兩年后卒於任內。
著有《四书订补》，《五经易解》、《史韵便读》、《古文存腋》、《诗柄汇记》、《药性歌》、《心会录》、《庄子解蒙》、《分类增广贤文》等。